# Diogo Mateus
Diogo Mateus (ur. 7 lutego 1980 w Lizbonie) – portugalski rugbysta grający na pozycji środkowego ataku, reprezentant kraju, uczestnik Pucharu Świata w 2007 roku.
Podczas kariery sportowej związany był z klubami CF Os Belenenses, Rugby Club Lisboa i Munster Rugby, z którymi występował również w europejskich pucharach.
W reprezentacji Portugalii w latach 2000–2010 rozegrał łącznie 74 spotkań zdobywając 73 punktów. W 2007 roku został powołany na Puchar Świata, na którym wystąpił w trzech meczach swojej drużyny.
Był też członkiem kadry kraju w rugby siedmioosobowym, z którą wystąpił między innymi na Pucharach Świata w 2005 i 2009, a także na turnieju rugby 7 na World Games 2009.
Brat bliźniak Davida Mateusa.